# مقاطعة كلارك (إلينوي)
مقاطعة كلارك (بالإنجليزية: Clark County)‏ هي إحدى المقاطعات في ولاية إلينوي في الولايات المتحدة الأمريكية.

## معرض صور

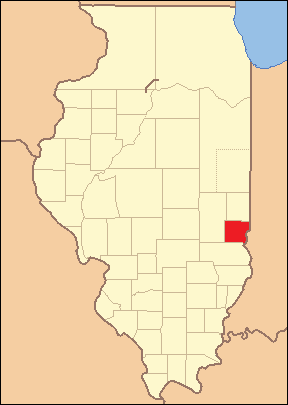
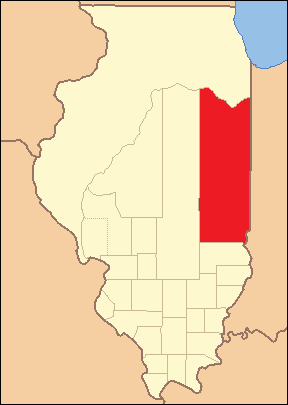
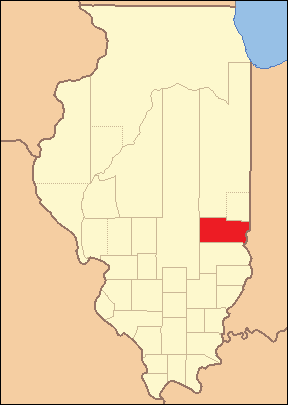
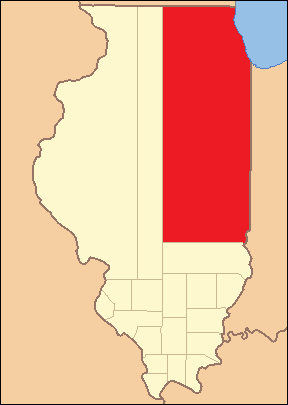

## أعلام
- جيمس هارلان
- ميلتون جورج ماثيوز